# Villa Hanssen

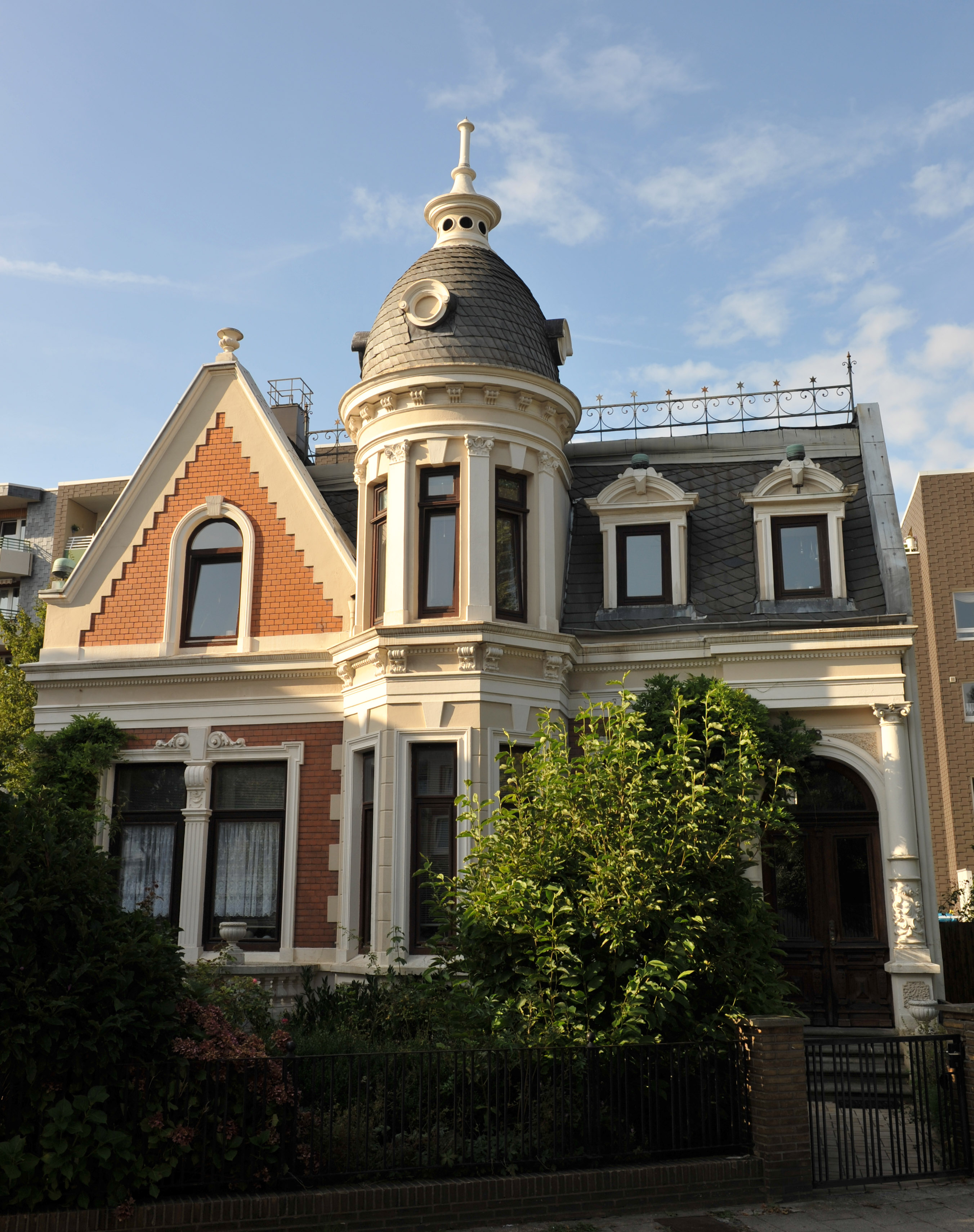
Villa Hanssen

Die Villa Hanssen in Bremerhaven - Lehe, Ortsteil Klushof, Krumme Straße 18, entstand 1898 nach Plänen von Carl Pogge.
Das Gebäude steht seit 1982 unter Bremer Denkmalschutz.

## Geschichte
Lehe wuchs ab der Mitte des 19. Jahrhunderts begünstigt durch die neuen Häfen in Alt-Bremerhaven (Mitte) sehr rasant. 
In der Zeit des Historismus entstand 1898 im Stil der Neorenaissance diese  Villa für den Bauherren Hanssen. Das eingeschossige Wohnhaus mit dem zweigeschossigen Türmchen mit Glockenhaube und kleiner Laterne, ist mit vielen Elementen gestaltet worden.
Pogge hat als Architekt in Lehe an mehreren weiteren Gebäuden gewirkt u. a. beim Umbau  Rathaus Lehe (1877), bei den Wohn- und Geschäftshäusern  Hafenstraße 115–121 (1877) und der Villa Giese, Lange Straße 72 (1895).